# Lom u Tachova
Lom u Tachova é uma comuna checa localizada na região de Plzeň, distrito de Tachov.